# Satartia
Satartia – wieś w Stanach Zjednoczonych, w stanie Missisipi, w hrabstwie Yazoo.